# Григорьевский сельский округ (Северо-Казахстанская область)
Григорьевский сельский округ (каз. Григорьев ауылдық округі) — административная единица в составе Аккайынского района Северо-Казахстанской области Казахстана. Административный центр — село Трудовое.
Население — 1311 человек (2009, 2000 в 1999, 2578 в 1989).

## География
Климат — резко континентальный.
Географическая зона — лесостепная.
На территории округа расположены 19 озёр, 18 болот, 6 искусственных водоемов.

## История
Григорьевский сельсовет образован 27 октября 1924 года. 12 января 1994 года постановлением главы Северо-Казахстанской областной администрации создан Григорьевский сельский округ.

## Социальные объекты
В округе функционируют 2 школы, 2 дошкольных мини-центра, фельдшерско-акушерский пункт, медицинский пункт, клуб.

## Состав
В состав округа входят такие населенные пункты:
| Населенный пункт  | Население, человек (1989) | Население, человек (1999) | Население, человек (2009) |
| ----------------- | ------------------------- | ------------------------- | ------------------------- |
| Григорьевка, село | 540                       | 311                       | 87                        |
| Кенжегалы, село   | 245                       | 201                       | 127                       |
| Коктерек, село    | 449                       | 338                       | 223                       |
| Трудовое, село    | 1344                      | 1150                      | 874                       |